# Fez (videojuego)
Fez es un videojuego de lógica/plataformas desarrollado por la compañía Polytron (que es independiente). El juego fue anunciado inicialmente por su creador, Phil Fish, en TIGSource.com en julio de 2007. Más tarde se anunció que el juego se lanzaría a Xbox Live Arcade en 2010, pero fue retrasado. Finalmente, el juego fue lanzado el 13 de abril de 2012 para Xbox Live Arcade y el 1 de mayo de 2013 para PC. Más plataformas están siendo consideradas. Recientemente ha sido anunciado para la  consola Nintendo Switch.

## Argumento
En Fez el protagonista es Gómez, un ser que vive en un mundo 2D pacificamente. Hasta que un día Gómez se encuentra con un artefacto extraño y misterioso: un hexaedro. El Hexaedro le da a Gómez un fez que le permite percibir una tercera dimensión. Gómez debe usar su nueva habilidad para salvar el Hexaedro antes de que su mundo sea destruido.

## Jugabilidad
La perspectiva de las características 2D/3D de Fez cambia de una manera similar a Super Paper Mario y Crush. El uso de ilusiones ópticas también predomina el juego de una manera similar a Echochrome. La jugabilidad 2D de Fez consiste en la mecánica típica de los juegos de plataformas, como saltar y trepar. El único rasgo de Fez en 3D es la capacidad para hacer girar el mundo 90° alrededor del eje y. La rotación permite que el jugador cambie la perspectiva re-alineando las plataformas. Puesto que la profundidad no es un factor en el juego en 2D, algunas acciones que serían imposibles en un mundo 3D son todavía posibles en 2D, desde la perspectiva correcta.
El objetivo del juego es recoger 32 cubos, 32 anti-cubos y 3 piezas de corazón. Los cubos están colocados en todo el mundo para que el jugador los recoja. El jugador debe encontrar la manera de navegar en su camino a través del entorno hacia cada cubo. Los anti-cubos solamente aparecen cuando el jugador resuelve un rompecabezas (aunque son más difíciles de encontrar que los cubos comunes) y las piezas de corazón se consiguen al escribir un código con el mando o el teclado. Muchos de los rompecabezas requieren alguna forma de criptoanálisis del sistema de escritura y numeración de la antigua "Civilización Zu".

## Indie Game: The Movie
La historia detrás de Fez toma parte de la película Indie Game: The Movie la cual narra en voz del mismo Phil Fish todas las dificultades y problemas que tuvo durante el desarrollo lo que convirtió al juego en parte de su vida como una ilusión y a la misma vez en una pesadilla de la cual debía despertar pronto.
Tras la creación del primer software la vida de Phil, cambió por completo. Pues a partir de ese momento su vida ya no era la misma, ahora era un programador solitario atormentado por largas noches, duro trabajo, problemas legales y unos "gamers" impacientes. Su vida se conectó al juego de tal manera que en una parte de la entrevista no dudó en decir que daría fin a su vida si no llegara a terminar el juego o si algún otro problema impidiera de forma definitiva su lanzamiento.

## Atención de prelanzamiento
A pesar de su lanzamiento inicial a principios de 2010, Fez es notable por el gran retraso desde su anuncio inicial en 2007 hasta su lanzamiento en la primavera de 2012. Su desarrollo prolongado se presentó en el documental Indie Game: The Movie.
Una demo de Fez fue mostrada el 31 de enero de 2012 en International Game Developers Association Montreal DemoNight.
En 2013 el juego fue llevado a computadoras personales a través del servicio Steam.

## Música y banda sonora
La banda sonora de Fez fue escrita y producida por el artista chiptune Rich Vreeland bajo el nombre de "Disasterpeace". Fue lanzada el 20 de abril de 2012.

| Fez Soundtrack track listing |              |          |  |
| N.º                          | Título       | Duración |  |
| 1.                           | «Adventure»  | 3:18     |  |
| 2.                           | «Puzzle»     | 2:14     |  |
| 3.                           | «Beyond»     | 3:05     |  |
| 4.                           | «Progress»   | 4:16     |  |
| 5.                           | «Beacon»     | 2:33     |  |
| 6.                           | «Flow»       | 3:47     |  |
| 7.                           | «Formations» | 2:20     |  |
| 8.                           | «Legend»     | 1:18     |  |
| 9.                           | «Compass»    | 2:43     |  |
| 10.                          | «Forgotten»  | 2:34     |  |
| 11.                          | «Sync»       | 2:19     |  |
| 12.                          | «Glitch»     | 3:25     |  |
| 13.                          | «Fear»       | 3:32     |  |
| 14.                          | «Spirit»     | 2:52     |  |
| 15.                          | «Nature»     | 4:10     |  |
| 16.                          | «Knowledge»  | 1:49     |  |
| 17.                          | «Death»      | 3:31     |  |
| 18.                          | «Memory»     | 1:16     |  |
| 19.                          | «Pressure»   | 4:00     |  |
| 20.                          | «Nocturne»   | 2:13     |  |
| 21.                          | «Age»        | 2:58     |  |
| 22.                          | «Majesty»    | 3:22     |  |
| 23.                          | «Continuum»  | 2:35     |  |
| 24.                          | «Home»       | 1:35     |  |
| 25.                          | «Reflection» | 9:02     |  |
| 26.                          | «Love»       | 1:09     |  |

Notas: Todas las pistas suenan mientras se juega, excepto Adventure que solo suena en los créditos del juego.

## Recepción
Tras su publicación, Fez recibió elogios generalizados, con IGN dando al juego 9.5/10. El promedio de Metacritic de 89% en junio de 2012 refleja las varias puntuaciones de 'perfecto' de otros sitios web de la revisión del videojuego.

### Premios
Fez ganó el premio "Excellence in Visual Art" ("Excelencia en Artes Visuales") en el Independent Games Festival en 2008, donde también fue nominado para el premio de "Design Innovation" ("Innovación de Diseño"). Apareció en PAX Prime 2011 como uno de los PAX 10, y ganó "Best In Show" ("Mejor en Espectáculo") en IndieCade en 2011. también ganó "Seumas McNally Special Prize" en el Independent Games Festival en 2012.